# Меньшагин, Борис Георгиевич
Бори́с Гео́ргиевич Меньша́гин (26 апреля [9 мая] 1902, Смоленск или Ростов-на-Дону — 25 мая 1984, Кировск, Мурманская область, РСФСР, СССР) — советский юрист. В годы Великой Отечественной войны — сотрудничал с немецкими властями: был бургомистром Смоленска (1941—1943) и Бобруйска (1943—1944).

## Биография
Сын присяжного поверенного и статского советника, Г. Ф. Меньшагина (судьи в 1911-16 гг. в Боровске), окончил гимназию в Смоленске. В 1919 году добровольно вступил в Красную армию, служил до 1927 г. Демобилизован за религиозные убеждения и регулярное посещение церкви. Заочно окончил юридический факультет в Москве.
В 1928-1931 гг. — работал в коллегии адвокатов при областном суде Центрально-Чернозёмной области.
В 1931 г. — работал на московском заводе АРЕМЗ (юристом). В 1931-1937 гг. — во 2-м автопарке Мосавтогруза.
С 1937 г. работал в Смоленской областной коллегии адвокатов до прихода немцев. В 1937-1939 гг. ему удалось добиться отмены или смягчения приговора по ряду политических дел, ради чего он даже ездил на приём к А. Я. Вышинскому.
С лета 1941 — бургомистр оккупированного немцами Смоленска. Приглашен немецкими оккупационными властями на раскопки останков польских военнопленных, расстрелянных в Катынском лесу. Непосредственными подчинёнными Меньшагина были руководители оккупационной полиции Н. Сверчков (Рогалёв-Гирс), Г. Гандзюк и Н. Алферчик, участвовавшие в массовых расстрелах евреев. В своих воспоминаниях Меньшагин утверджает, что Гандзюк и Алферчик информировали его о казнях задним числом. 
В конце 1943 года награждён германским знаком отличия для восточных народов «За заслуги» 2 класса в серебре.
После отступления немцев из Смоленска был назначен бургомистром Бобруйска.

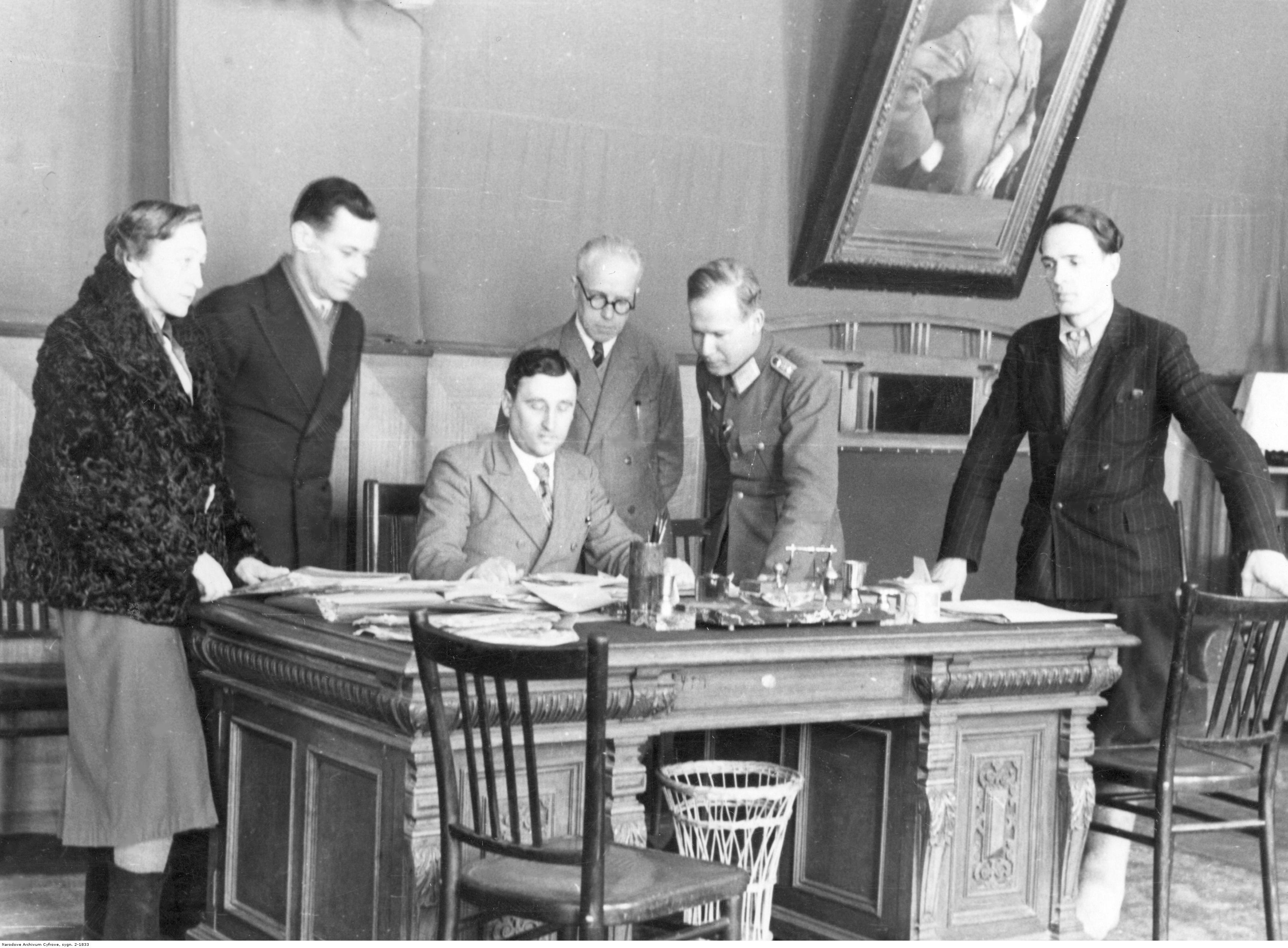
Оккупационный совет Смоленска. Б. Меньшагин сидит за письменным столом

В мае 1945 интернирован американцами в Карловых Варах. Освободившись из лагеря, вернулся в Карловы Вары, занятые советскими войсками. Жена и дочь сумели бежать в Мюнхен, откуда в 1950 г. перебрались в США. Ошибочно полагая, что его семья арестована, добровольно сдался советским властям. 
Следствие шло 6 лет. Во время следствия не подтверждал показания своего бывшего заместителя Б. В. Базилевского (которые тот позже дал на Нюрнбергском процессе) о том, что Катынский расстрел был совершён немецкими, а не советскими войсками.
Постановлением ОСО при МГБ СССР от 12 сентября 1951 года приговорён к 25 годам тюремного заключения. Срок полностью отбыл во Владимирской тюрьме. Среди его «соседей» были заместители Л. Берия — Судоплатов и Мамулов. Около 19 лет просидел в одиночной камере.
В 1955 г. руководство Владимирской тюрьмы поднимало вопрос о его амнистии. В амнистии было отказано. Работал библиографом тюремной библиотеки. По окончании срока отправлен в инвалидный дом в поселок Княжая Губа на Белом море. Последние годы провел в аналогичном доме в городе Кировске (Мурманская область).
После освобождения из заключения надиктовал на магнитофон воспоминания, изданные после его смерти в Париже, также опубликованы в России.

## Семья
В собственном браке детей не было, также в семье проживали его родственницы. В 1940 г. родилась дочь Надя от связи с Марией Фёдоровной Виренчик, а в 1945 р. родилась младшая дочь Люба.